# علی عباسف
علی عباسف ممد اوغلو (ترکی آذربایجانی: Əli Abbasov Məmməd oğlu؛ زادهٔ ۱ ژانویهٔ ۱۹۵۳) سیاست‌مدار و وزیر ارتباطات و فناوری اطلاعات جمهوری آذربایجان بین سال‌های ۲۰۰۴ تا ۲۰۱۵ بوده‌است.
علی عباسف ممد اوغلو در ۱ ژانویه ۱۹۵۳ در نخجوان جمهوری آذربایجان متولد شد. در ۱۹۷۶، از بخش «اتوماسیون و تله مکانیک» انستیتو مهندسی قدرت مسکو فارغ‌التحصیل شد و تحصیلات خود را در آکادمی علوم اوکراین ادامه داد. در ۱۹۸۱، از پایان‌نامه‌اش در زمینهٔ میکروالکترونیک دفاع کرد و موفق به دریافت پی‌اچ‌دی شد. در ۱۹۹۴، از پایان‌نامه خود تحت عنوان «پردازش اطلاعات و مدیریت سیستم» دفاع و درجه دکترای علوم فنی را دریافت کرد. عباسوف از ۱۹۹۶ استاد تمام وقت و از ۲۰۰۱ عضو آکادمی ملی علوم جمهوری آذربایجان است.
در طی ۱۹۸۲ تا ۱۹۹۲، عباسوف در سمت‌های مختلف در آکادمی ملی علوم آذربایجان مشغول به کار و نیز مسئول تحقیقات علمی در زمینه توسعه و کاربرد شبکه‌های کامپیوتری و مخابرات بوده‌است.
او عضو مجمع پارلمانی شورای اروپا از سال ۲۰۰۱ تا ۲۰۰۴ بود، و نویسنده گزارش جامعی است که در مورد «حفاظت از میراث فرهنگی در منطقه قفقاز جنوبی» منتشر شده‌است.
پروفسور عباسوف از سال ۲۰۰۰ تا ۲۰۰۴ به عنوان رئیس دانشگاه دولتی اقتصاد آذربایجان خدمت کرده و رئیس بخش «فناوری اطلاعات در اقتصاد جهانی» در دانشگاه دولتی اقتصاد آذربایجان است.
او متأهل و دارای دو فرزند است. زبان مادری او، آذری است و به انگلیسی و روسی نیز تسلط دارد.